# Любовка (станция)
Любовка — железнодорожная станция Омского отделения Западно-Сибирской железной дороги, расположенная на линии «Омск — Иртышское» приблизительно в 15 км к западу от посёлка Нововаршавка — административного центра одноимённого района Омской области.

## История
Открыта в 1960 году одновременно с пуском движения по линии «Омск — Иртышское» на юг от Транссиба.

## Пассажирское движение
Пригородное и местное сообщение
На 2016 год пригородное сообщение представлено тремя парами электропоездов, связывающими станцию с Омском и югом области на Иртышском направлении.
Поезда дальнего следования
В дальнем сообщении Любовка является, как правило, третьей остановкой при движении от Омска. По состоянию на 2017 год на станции останавливается одна пара поездов — № 109/110Н Омск — Рубцовск.
| № поезда | Маршрут движения | № поезда | Маршрут движения |
| -------- | ---------------- | -------- | ---------------- |
| 109      | Омск — Рубцовск  | 110      | Рубцовск — Омск  |

## Грузовая работа
По объему выполняемой работы станция относится к 4 классу, открыта для грузовой работы по параграфам 1 и 3.